# Demetrio Rando
Demetrio Rando (Messina, 17 giugno 1911 – Messina, 1997) è stato un ammiraglio italiano che fu Comandante generale del Corpo delle capitanerie di porto - Guardia costiera.

## Biografia
Nato da una famiglia dedita al commercio internazionale del tonno in scatola, durante la giovinezza si distingue, oltre che negli studi, nello sport, a livello amatoriale, ed in particolare nel canottaggio e nella lotta greco romana.
Perde in giovane età il padre, Francesco Rando che era scampato al terremoto di Messina del 1908, in cui perirono i genitori, in quanto impegnato per lavoro in un viaggio negli Stati Uniti, dove conobbe la sua sposa.
Demetrio Rando, dopo aver conseguito brillantemente dal prof. Salvatore Pugliatti la laurea in giurisprudenza si arruola in un primo momento nel Regio Esercito e precisamente nel corpo dei Bersaglieri e nel 1935, dopo aver superato il relativo concorso,come Ufficiale di Complemento nel Corpo delle Capitanerie di porto.
Sposa Anna Moncada e dalla loro unione nasce Francesco Rando.
Prende servizio, al suo primo incarico, presso la Capitaneria di Porto di Catania, e viene successivamente trasferito nella sua città Messina.
Viene poi nominato Capitano di Porto e nel 1939 gli viene affidato il delicato compito di comandare l’Ufficio circondariale di Tobruk, in Libia, per poi essere impiegato nella vicina Tripoli, durante la seconda guerra mondiale. Nel 1941 rientra in Italia dal caldo scenario bellico Nordafricano ed assume, per un breve periodo, la direzione della sezione Armamento e Spedizioni della Capitaneria di porto di Bari.
Viene poi richiamato in Sicilia e precisamente a Catania nel 1943.
Successivamente ricopre l'incarico di Reggente della Capitaneria di Messina fino all'anno al 1951; nello stesso periodo, oltre a ricoprire il ruolo di Capo Sezione Armamento e Spedizioni, assume in più occasioni le funzioni di Commissario Governativo su navi adibite al trasporto di emigranti. Assume anche le funzioni di Giudice del Tribunale Militare di Catania.
Nell'anno 1952 viene promosso Maggiore e trasferito a Catania, dove assume la direzione dell’Ufficio Lavori Portuali.
Dall'anno 1954 è impegnato nella Capitaneria di porto di Reggio Calabria, ricoprendo in un primo momento l’incarico di Comandante in II e successivamente quello di Direttore Marittimo.
Viene, quindi, nominato Colonnello e comanda la Direzione Marittima di Palermo e poi quella di Genova, più grande ed importante porto d'Italia, dall'anno 1970 al gennaio 1973.
Nel periodo in cui è impegnato nel capoluogo Siciliano è protagonista di un eroico soccorso ad una nave in fiamme nel porto di Palermo e gli viene conferita la Medaglia di Bronzo al Valor di Marina.
Subito dopo essere stato nominato Ammiraglio Ispettore, il 29 gennaio 1973 assume la guida del Corpo delle Capitanerie di porto, e distaccato presso il compentente ministero a Roma.
Mantiene un tale ruolo fino al marzo 1974, quando va in pensione con il massimo dei gradi e sceglie di rientrare nella sua amata città natale, dove si dedica allo studio della storia e della letteratura ed all'educazione dei suoi nipoti.
Nel luglio 1978 viene chiamato a relazionare a Roma presso l'Accademia dei Lincei sul tema dell'attraversamento stabile dello stretto di Messina (ponte sullo Stretto di Messina): il suo intervento è intitolato «Lo Stretto, la navigazione, il ponte».

## Onorificenze
Nel corso della sua carriera viene insignito delle seguenti onorificenze:
- Croce al merito di Guerra – 1^ concessione
- Croce al merito di Guerra – 2^ concessione
- Campagna di guerra per gli anni 1940-1943-1944 e 1945
- Nastrino della guerra 1940/43 con due stellette
- Nastrino della guerra 1944/45 con due stellette
- Cavaliere dell’Ordine coloniale della Stella d’Italia
- Medaglia di Bronzo al Valor di Marina